# 영규대사비
영규대사비(靈圭大師碑)는 대한민국 충청남도 공주시 계룡면 중장리에 있는, 조선시대 영규대사의 호국정신을 기리기 위해 세운 비석이다. 1984년 5월 17일 충청남도의 문화재자료 제56호로 지정되었다.

## 개요
임진왜란 당시 최초로 승병을 일으켜 전국 곳곳에 승병이 일어나는 계기를 만든 영규대사의 호국정신을 기리기 위해 세운 비이다.
영규대사(?∼1592)는 서산대사 휴정의 제자로, 왜구들의 침략과 약탈에 분을 참지 못하여 스스로 승병장이 되었다. 승병 수백명을 모아 관군과 더불어 청주성을 되찾고, 이어 의병장 조헌과 함께 금산 연곤평 전투에 참가하였다가, 이 전투에서 크게 다쳐 숨을 거두었다.
비문에는 숙종 19년(1693)에 세운 것으로 되어 있으나, 비를 세우는데 참여한 이덕윤, 유중, 각총스님, 박경태 등의 생존연대를 참고 할때, 순조 13년(1813)에 건립된 것으로 짐작된다.

## 같이 보기
- 영규
- 휴정
- 조헌
- 금산 전투

## 참고 문헌
- 영규대사비 - 국가유산청 국가유산포털